# Nikolaj Nikolajevič Ryžkov
Nikolaj Nikolajevič Ryžkov (rusky Николай Николаевич Рыжков; 26. záříjul./ 8. října 1868greg. Borisovka, Grajvoronský ujezd, Kurská gubernie – 6. února 1920 Petrohrad), byl pravoslavný kněz, představený pravoslavných chrámů v Praze a Karlových Varech a propagátor slovanské vzájemnosti. Za první světové války v roce 1914 byl jako občan nepřátelského státu zatčen a odsouzen pro velezradu k trestu smrti oběšením. Po intervenci ruské vlády byl v roce 1917 milostí císaře Karla I. osvobozen.

## Život
Narodil se jako syn v rodině pravoslavného kněze. Absolvoval duchovní seminář v Kursku a pak byl, jako nejlepší student, poslán na duchovní akademii v Kyjevě, kterou dokončil roku 1892 s hodností kandidáta-magistranta teologie. Tři roky působil jako korektor v petrohradské synodální tiskárně. 20. ledna 1895 byl jmenován žalmistou pro Vídeňský pravoslavný chrám a zároveň i úředníkem ruského konzulátu ve Vídni. V letech 1897–1901 byl řádným posluchačem Filosofické fakulty Vídeňské univerzity.
V roce 1901 byl vysvěcen na kněze a ustanoven představeným pravoslavných chrámů v Praze a Karlových Varech. Protojerejem (biskupem) byl jmenován v roce 1907.

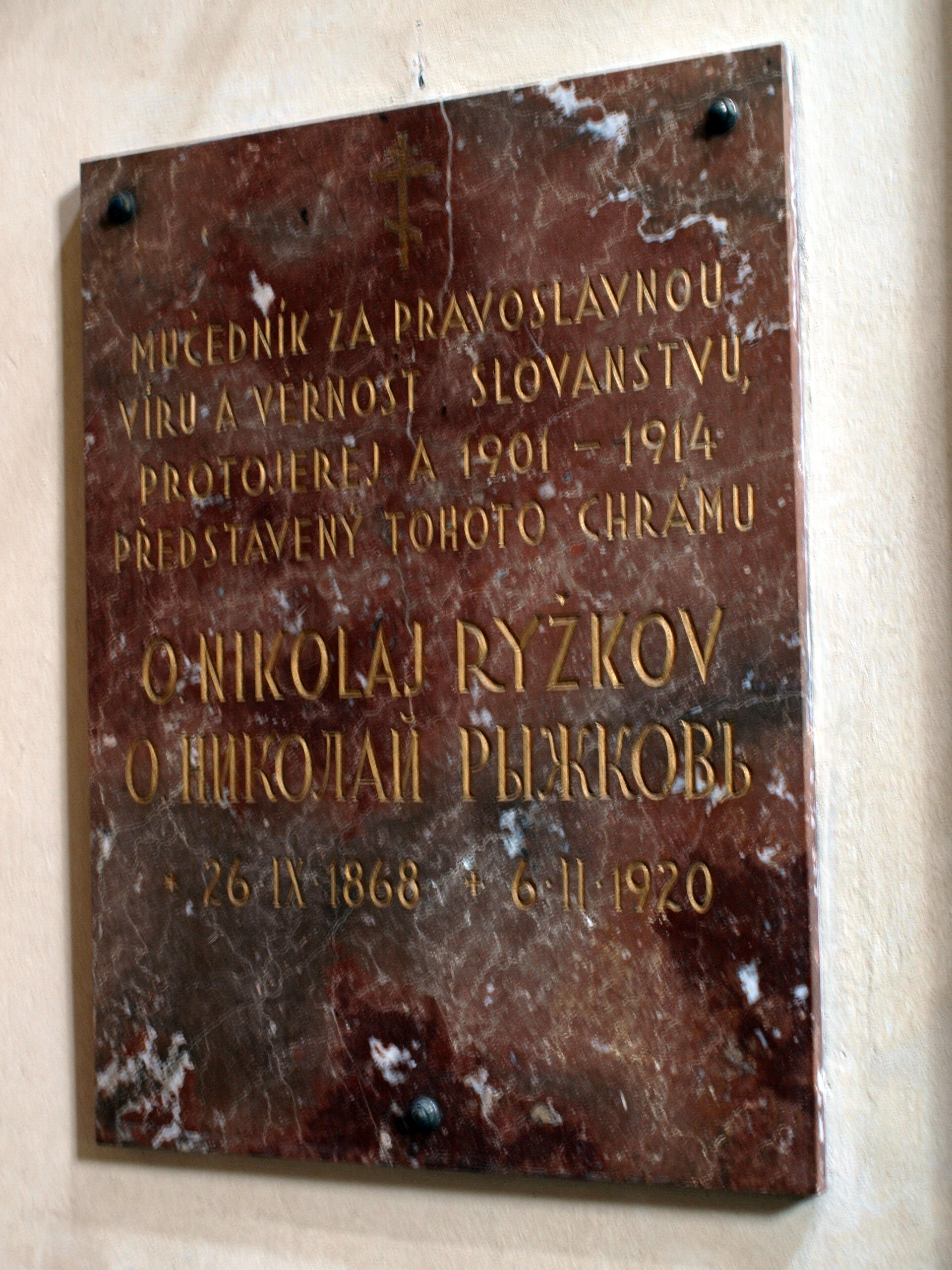
Pamětní deska v kostele sv. Mikuláše

Nikolaj Ryžkov se zajímal o problematiku slovanských národů v Rakousku-Uhersku. Během své služby ve Vídni se stýkal s mnohými slovanskými pracovníky. Nové pole své působnosti nalezl v Praze. Na konci 19. století přestoupilo nevelké množství Čechů k pravoslaví, avšak větší a organizované přestupy nastaly až za jeho působení v Čechách. V roce 1903 stál u založení spolku „Pravoslavná beseda“, později v letech 1904–1905 nastal příliv z řad starokatolíků k pravoslaví. V téže době se Ryžkov domáhal získání povolení vést bohoslužby v českém jazyce, vyučoval náboženství v češtině, vydával český pravoslavný katechismus a po tři roky české pravoslavné kalendáře, vedl matriky pro pravoslavné Čechy v zastoupení srbského duchovního správce ve Vídni. Ryžkov se tak stal prvním knězem české pravoslavné církve ve 20. století.
V lodi kostela sv. Mikuláše na Staroměstském náměstí v Praze je textová pamětní deska se zněním: „MUČEDNÍK ZA PRAVOSLAVNOU / VÍRU A VĚRNOST SLOVANSTVU / PROTOJEREJ A 1901–1914 / PŘEDSTAVENÝ TOHOTO CHRÁMU / O. NIKOLAJ RYŽKOV / 26. IX. 1868 – 6. II. 1920.“